# Antigama
Antigama – polska grupa wykonująca muzykę z pogranicza death metalu i grindcore'u. Powstała w 2000 roku w Warszawie. Do 2009 roku formacja wydała pięć albumów studyjnych pozytywnie ocenianych zarówno przez krytyków muzycznych jak i publiczność.

## Historia
Grupa powstała w 2000 roku w Warszawie z inicjatywy gitarzysty Sebastiana Rokickiego oraz perkusisty Krzysztofa Bentkowskiego. Wkrótce skład uzupełnili wokalista Łukasz Myszkowski oraz basista Macio Moretti. W kwietniu 2002 roku nakładem wytwórni muzycznej The Flood Records ukazał się debiutancki album formacji zatytułowany Intellect Made Us Blind. Również w 2002 roku zespół opuścił Moretti, którego zastąpił Michał Pietrasik. W sierpniu 2003 roku w olsztyńskim Selani Studio muzycy rozpoczęli nagrania drugiego albumu. 15 kwietnia 2004 roku nakładem Extremist Records ukazał się drugi album studyjny zespołu pt. Discomfort. 1 listopada 2005 roku ukazał się trzeci album grupy pt. Zeroland. Płytę wydała firma SelfMadeGod Records. Nagrania zostały zarejestrowane w olsztyńskim Studio X.
W marcu 2006 roku formacja wystąpiła na festiwalu Metalmania. Wkrótce potem zespół podpisał kontrakt z amerykańską wytwórnią muzyczną Relapse Records. Pod koniec marca 2007 roku ukazał się split Antigama i Drugs Of Faith. 15 maja nakładem Relapse Records ukazał się czwarty album studyjny formacji zatytułowany Resonance. Na przełomie września i października Antigama dała szereg koncertów w ramach Mind Eaters Tour 2007 w Polsce. W trasie wzięły udział ponadto takie grupy jak: Tehace, Nyia oraz Blindead.
Latem 2008 roku z zespołu odeszli Myszkowski i Zybert, których zastąpili Patryk Zwoliński i Jose Alonso. We wrześniu tego samego roku w warszawskim Progresja Sound Studio grupa rozpoczęła prace nad piątym albumem studyjnym. Nagrania zostały zarejestrowane, zmiksowane oraz zmasterowane przez Szymona Czecha. Płyta pt. Warning ukazała się 9 marca 2009 roku nakładem Relapse Records. Wydawnictwo było promowane podczas europejskiej trasy koncertowej wraz z grupami Fuck The Facts oraz Dr Doom. Ponadto do pochodzące z płyty utworu „Disconnected” został zrealizowany teledysk w reżyserii Bartka Rogalewicza. Pod koniec 2009 roku formację opuścił Patryk Zwoliński, na którego miejsce powrócił Łukasz Myszkowski.
Nowy rozdział w historii Antigamy to rok 2012 i nagranie „Stop the Chaos”, z nowym perkusistą, znanym dotychczas z występów z grupami Hate, Vader, Rootwater i rozstanie z wieloletnim członkiem zespołu - Krzysztofem Bętkowskim. W tym czasie zespół zalicza również zmiany basistów, występując na kilku festiwalach (Obscene Extreme). W tym składzie zostaje nagrany również świetnie przyjęty album „Meteor”, na którym zespół obiera nowy, świeży kierunek grania, dla jednych odchodząc od „schizofrenicznego”, znanego z poprzednich albumów - dla drugich zyskując na zmianach personalnych. W międzyczasie, w 2014 roku zespół decyduje się na kolejną zmianę basisty, którego miejsce ostatecznie zajmuje Sebastian Kucharski (ex. Ketha, Piotr Łukaszewski - Fuzz). W 2015 roku Antigama nagrywa The Insolent, promując go w Polsce trasą „The Insolent Tour” wraz z Łódzkim kwartetem X, a także wyjedzie na „East Coast Tour” po USA, grając również na Maryland Death Fest (u boku Cephalic Carnage, Napalm Death, Agoraphobic Nosebleed, Pig Destroyer) jeden z najciekawszych i najlepiej przyjętych występów edycji festiwalu. Co-headliner'em trasy będzie zespół Drugs of Faith, założony przez Richarda Johnsona, znanego dotąd z występów z Enemy Soil i Agoraphobic Nosebleed. W roku 2016, po wydaniu kilku splitów (min. z Anima Morte) zespół jedzie w polską trasę z Decapitated oraz Corruption nazwaną „Mielimy Polskę na XX-lecie tour”, w rocznicę założenia zespołu Decapitated.
Rok 2017/2018 to minialbum „Depressant” a także zapowiadająca się trasa po USA, w którą Antigama wyrusza grając część koncertów wraz legendarnym amerykańskim Enemy Soil oraz Violent Oposition. Będzie to dwutygodniowy tour zapoczątkowany festiwalem California Deathfest w Oakland. W tym samym roku Antigama pojawić się ma po raz pierwszy na trasie na Wyspach Brytyjskich.

## Muzycy
| Obecny skład zespołu - Łukasz Myszkowski – śpiew (2000-2008, od 2009) - Sebastian Rokicki – gitara (od 2000) - Sebastian Kucharski – gitara basowa (od 2014) - Paweł „Paul” Jaroszewicz – perkusja (od 2012) Muzycy koncertowi - Cyprian Konador – gitara basowa (2013–2014) | Byli członkowie zespołu - Krzysztof „Siwy” Bentkowski – perkusja (2000-2012) - Macio Moretti – gitara basowa (2000-2002) - Michał Pietrasik – gitara basowa (2002-2007) - Szymon Czech (zmarły) – gitara basowa (2007, 2009–2010) - Michał „Mike” Zybert – gitara basowa (2007-2008) - Michał Zawadzki – gitara basowa (2011-2014) - Jose Alonso – gitara basowa (2008-2009, 2010–2011) - Patryk Zwoliński – śpiew (2008-2009) |

## Dyskografia
| Albumy - Intellect Made Us Blind (2002, The Flood Records) - Discomfort (2004, Extremist Records) - Zeroland (2005, SelfMadeGod Records) - Resonance (2007, Relapse Records) - Warning (2009, Relapse Records) - Stop the Chaos (EP, 2012, SelfMadeGod Records) - Meteor (2013, SelfMadeGod Records) - The Insolent (2015, SelfMadeGod Records) - Depressant (2017, SelfMadeGod Records) Dema i single - Sweet Little Single (2001, wydanie własne) - Promo 2003 (2003, wydanie własne) | Splity - Siekiera/Destination Death (2003, Dywizja Kot, split z Jan Ag) - Blastasfuck (2004, Antiself Records, split z Openwound) - East Clintwood / Human Shit (2004, Mortville Records, split z Deranged Insane) - The World Will Fall Soon and We All Will Die (2004, SelfMadeGod Records, split z Third Degree, Herman Rarebell) - Radiation Sickness / Thirteen Stabwounds (2005, Antiself Productions, split z Bastard Saints) - Roots of Chaos (2006, Deformeathing Records, split z Deformed) - Antigama / Drugs of Faith (2007, SelfMadeGod Records, split z Drugs of Faith) - Slime Wave Series Vol. 3 (2007, Relapse Records, split z Rot) - Pig Destroyer / Coldworker / Antigama (2007, Relapse Records, split z Pig Destroyer, Coldworker) - Antigama / Nyia (2007, SelfMadeGod Records, split z Nyia) - 9 Psalms of An Antimusic to Come (2012, Subordinate, split z Psychofagist) |

## Nagrody i wyróżnienia
| Rok  | Kategoria                            | Nagroda                    | Nota       |
| ---- | ------------------------------------ | -------------------------- | ---------- |
| 2008 | The Best Grindcore Album (Resonance) | Metal Storm Awards, 2007   | 6. miejsce |
| 2008 | Album roku (Resonance)               | Plebiscyt Mystic Art, 2007 | 4. miejsce |
| 2010 | The Best Grindcore Album (Warning)   | Metal Storm Awards, 2009   | 6. miejsce |